# Villadia
Villadia es un género con 54 especies de plantas con flores de la familia Crassulaceae. 

## Especies seleccionadas
- Villadia acuta
- Villadia albiflora
- Villadia albbiflora
- Villadia alpina
- Villadia andina
- Villadia aperta
- Villadia aristata
- Villadia batesii
- Villadia cucullata
- Villadia diffusa
- Villadia guatemalensis
- Villadia imbricata
- Villadia laxa
- Villadia levis
- Villadia minutiflora
- Villadia misera
- Villadia nelsoni
- Villadia painteri
- Villadia stricta
- Villadia patula
- Villadia pringlei
- Villadia ramosissima
- Villadia squamulosa

## Sinonimia
- Altamiranoa Rose